# Hans Lebrecht
Hans Lebrecht (* 8. November 1915 in Ulm; † 24. September 2014 im Kibbuz Beit Oren/Israel) war ein jüdisch-deutscher und palästinensisch-israelischer Kommunist, Journalist und Politiker.

## Leben
Hans Lebrecht wurde als dritter Sohn von Wilhelm Lebrecht und seiner Frau Rosa in Ulm geboren. Er wuchs in einer jüdischen Ulmer Fabrikantenfamilie in der Zeitblomstraße auf, später in der neu erbauten „Lebrecht-Villa“ am Safranberg. Als die väterliche Lederfabrik 1935 „arisiert“ wurde, musste er als Jude auch seine Schlosserlehre abbrechen. Durch seinen Vater kam er in einer oberschlesischen Fabrik in Neisse (heute Nysa in der Woiwodschaft Opole) unter, wo er in Kontakt kam mit kommunistischen Widerstandskämpfern. Nach der Arisierung dieser Fabrik wurde er entlassen und beendete seine Lehre in Karlsruhe-Durlach.
1936 lernte er Tosca Loewy kennen, die Tochter des Ulmer Kantors, die zur Frau seines Lebens wurde.
Im Jahre 1937 reiste er nach Palästina, seiner Freundin Tosca hinterher, die ein Jahr zuvor dorthin gegangen war.
1938 kam er mit einem Palästina-Pass nach Deutschland, wo er im Allgäu Kurierdienste für die KPD ausübte. Er verhalf aus dem KZ Entlassenen und anderen Antifaschisten zur Teilnahme am Kampf in den Internationalen Brigaden gegen das Franco-Regime in Spanien. Weil er bereits mit Haftbefehl gesucht wurde, kehrte er nach Palästina zurück.
In den 1950er Jahren kehrte er – jetzt bereits als israelischer Staatsbürger – nach Ulm zurück. Als Mitglied der palästinensischen KP bzw. der KP Israels war er als Journalist tätig, zeitweise auch als Sekretär der Knesseth-Fraktion RAKACH. Zeitlebens bezeichnete er sich als Kommunist, auch wenn er in Flügelkämpfe geraten war und zeitweise aus der Partei ausgeschlossen wurde. Mehrmals musste er Gefängnishaft antreten: einmal in Akko im britischen Zentralgefängnis als Mitglied der PKP, ein anderes Mal 1954 wegen seiner Proteste gegen die Remilitarisierung der Bundesrepublik Deutschland, und nochmals 1978 wegen des Verdachts, ein Spion der PLO zu sein. Als aktiver Mitstreiter in Gusch Schalom war er eng mit dem palästinensischen Politiker Faisal alHussaini befreundet.
Hans Lebrecht war in den Nachkriegs-Jahrzehnten mehrfach, zuletzt im Herbst 2004, in seiner Heimatstadt, der er sprachlich und emotional tief verbunden war. Zudem war er ein Förderer des Dokumentationszentrums ehemaliges Konzentrationslager im Fort Oberer Kuhberg in Ulm. Er arbeitete dafür als Friedensaktivist politisch sowie beruflich als Journalist. In diesen Rollen war er jahrzehntelang Beobachter, Beschreiber und auch Mitgestalter der politisch-gesellschaftlichen Verhältnisse des Staates Israel. Bald nach seinem 80. Geburtstag 1995 begann er seine Lebenserinnerungen zu schreiben. Sie sind 2007 unter dem Titel „Gekrümmte Wege, doch ein Ziel“ vom Dokumentationszentrum Oberer Kuhberg im Ulmer Verlag Klemm & Oelschläger herausgegeben worden.
Zuletzt lebten die Eheleute Lebrecht im Kibbuz Beit-Oren, unweit Haifa, in einem links-zionistischen Milieu. Ihre Töchter Ruth und Margalith leben heute in Israel beziehungsweise in Hamburg.
Lebrecht war Vorsitzender des Verbandes der Antifaschisten und Opfer des Faschismus in Israel sowie zeitweise ein Vizepräsident der Internationale der Widerstandskämpfer F.I.R.
Die Zukunft der Region Israel und Palästina sah er in einer Zweistaatenlösung. Alle auftretenden Probleme dürften nicht mit militärischer Gewalt und diktatorisch, sondern im friedlichen Ausgleich der Interessen gelöst werden.

## Lebrechts Verhältnis zur DDR
Als Journalist berichtete er ab 1956 regelmäßig für die SED-Zeitung „Neues Deutschland“. 1959 besuchte er die DDR zum ersten Mal. Dabei lernte er unter anderem Hermann Budzislawski, den Herausgeber der „Weltbühne“ kennen. Drei Jahrzehnte über schrieb er Beiträge für dieses kritische Blatt. Er kam auch in Kontakt mit Gerhart Eisler, dem Vorsitzenden des Staatlichen Komitees für Rundfunk. 1962 besuchte Lebrecht nochmals Berlin-Ost, die damalige DDR-Hauptstadt.
Seine Sicht auf die DDR beschrieb er auch in seiner Autobiografie. Bei einem Besuch in Ulm im Jahr 1966 stritt Lebrecht mit dem damaligen Ulmer OB Theodor Pfizer über die Frage, welches Land, BRD oder DDR, freiheitlicher sei. Damals führte Lebrecht als Argument gegen Pfizer an: „Eine DDR-Gewerkschaftsdelegation, eingeladen von westdeutschen sozialdemokratischen Kollegen, wurde bei der Ankunft im Westen noch am Bahnhof vom Verfassungsschutz aufgehalten und in Handschellen in die DDR zurückgeschickt.“

## Veröffentlichungen
- Die Palästinenser, Frankfurt am Main : Zambon, [2015], [neue Ausgabe]

- Gekrümmte Wege, doch ein Ziel, Münster : Klemm & Oelschläger, 2007

- Die Palästinenser, Berlin : Dietz, 1984

- Palestinci, Praha : Nakladatelství Svoboda, 1984, Vyd. 1

- Die Palästinenser, Frankfurt am Main : Verlag Marxistische Blätter, 1982